# 奧克拉荷馬藍色
奧克拉荷馬城藍色（英語：Oklahoma City Blue）為一支位於奧克拉荷馬城的NBA G聯盟球隊。從2001年北卡羅萊納州阿什維爾的“阿什維爾高地”開始NBDL賽季，然後在2005年移至奧克拉荷馬州土爾沙，並成為“土爾沙66人”。在土爾沙九個賽季之後，該經營權於2014年移至奧克拉荷馬城，隨後更名為“奧克拉荷馬城藍色”。